# أندي غروم
أندي غروم (بالإنجليزية: Andy Groom)‏ هو لاعب كرة قدم أمريكية أمريكي، ولد في 10 سبتمبر 1979 في كولومبوس في الولايات المتحدة.

## وصلات خارجية
- أندي غروم على موقع مرجع كرة القدم المحترفة.كوم (الإنجليزية)